# Gumboot Soup
| Recensione | Giudizio |
| ---------- | -------- |
| AllMusic   |          |

Gumboot Soup è il tredicesimo album in studio del gruppo musicale australiano King Gizzard & the Lizard Wizard, pubblicato il 31 dicembre 2017.
Rappresenta l'ultimo di una serie di cinque dischi che la band volle pubblicare in un solo anno. La copertina è opera dell'artista e collaboratore di lunga data Jason Galea.

## Tracce
1. Beginner's Luck – 4:25
2. Greenhouse Heat Death – 4:13
3. Barefoot Desert – 3:43
4. Muddy Water – 3:38
5. Superposition – 3:35
6. Down the Sink – 3:59
7. The Great Chain of Being – 4:50
8. The Last Oasis – 3:34
9. All Is Known – 3:34
10. I'm Sleepin' In – 3:00
11. The Wheel – 5:37

## Classifiche
| Classifica (2018)          | Posizione massima |
| -------------------------- | ----------------- |
| Australia                  | 6                 |
| Nuova Zelanda (heatseeker) | 6                 |